# Drapeau du Yukon
Le drapeau du territoire canadien du Yukon est un tricolore vert, blanc et bleu avec au centre, sur fond blanc les armoiries du Yukon, soulignés par une branche d'épilobe en épi, l'emblème floral territorial.

## Historique
En 1967, afin de souligner le centenaire du Canada, la section de Whitehorse de la Légion royale canadienne organise un concours pour dessiner un nouveau drapeau territorial, offrant un prix de cent dollars canadiens au gagnant. Le drapeau gagnant était celui de Lynn Lambert ; il fut officiellement adopté comme drapeau officiel du Yukon en 1968.